# Titelkirche
Eine Titelkirche (von lateinisch titulus ecclesiae) ist eine Kirche in Rom im Rang einer Pfarrkirche, die einem Kardinal zugewiesen ist. Dieser ist an dieser Kirche als Pfarrer eingesetzt und gehört somit der Klasse der Kardinalpriester an. Faktisch übt der Kardinal sein pfarrliches Amt jedoch nicht selbst aus, sondern hat andere Aufgaben, meist als Diözesanbischof oder an der römischen Kurie. Die tatsächliche Betreuung der Pfarrei in der Seelsorge und Leitung übernimmt in der Regel ein römischer Diözesanpriester oder Priester einer Ordensgemeinschaft, während der Kardinal eher eine Funktion als Schirmherr einnimmt. Durch die Einrichtung der Titelkirche wird die enge Verbundenheit der Kardinäle mit dem Papst unterstrichen, in dessen Bistum sie nominell einer Gemeinde vorstehen. Entsprechend der Anzahl der Kardinalpriester gibt es heute etwa 180 Titelkirchen, die in der Liste der römischen Titelkirchen aufgeführt sind.

## Ursprung und Geschichte
Der Ursprung der Bezeichnung wird verschieden erklärt:
- Die ältesten Titelkirchen gingen auf Wohnhäuser zurück, an deren Vorderfront oft der Name des Eigentümers verzeichnet war.
- Die Titelkirchen wurden denjenigen Presbytern zugewiesen, die zum Dienst an der Kirche als ganzer bestimmt waren.

Die letzte Erklärung wird weitestgehend durch die juristischen Quellen der antiken Literatur bestätigt. Die frühe Kirche im Rom des ersten Jahrhunderts wurde unter Papst Clemens in sieben Regionen eingeteilt. Die Titelkirchen waren keine gewöhnlichen Pfarreien pleno iure, sondern Tochterkirchen mit zentraler Verwaltung im Lateran. Die Presbyter, die eine Titelkirche leiteten, hatten dabei einen hervorgehobenen Rang als Presbyteri cardinales. Mit der Zahl der vom Papst ernannten Kardinalpriester nahm auch die der Titelkirchen zu.
Ab dem 4. Jahrhundert wurden die bisherigen Gebäude durch prächtig ausgestattete Basiliken ersetzt, außerdem wurden neue Basiliken als Titelkirchen erbaut. Im 6. Jahrhundert kannte man 25 Titelkirchen, seit dem 16. Jahrhundert sind es 50. Seit die Päpste Johannes XXIII. 1959 und Paul VI. über die von Papst Sixtus V. im Jahr 1586 festgesetzte Zahl von 50 Kardinalpriestern weit hinausgingen, wurden weitere Kirchen in den Rang einer Titelkirche erhoben.

## Titeldiakonie
Der Begriff Titelkirche wird heute häufig synonym mit der Titeldiakonie verwendet. Diese sind jedoch keine Pfarrkirchen, sondern gehen aus den frühchristlichen Diakoniestationen hervor. Die Inhaber einer Titeldiakonie sind daher nicht als Pfarrer eingesetzt, sondern als Diakone und gehören der Kardinalsklasse der Kardinaldiakone an. Diese Bezeichnungen sind historischen Ursprungs und stehen nicht in Zusammenhang mit der Weihestufe des Titelinhabers, die spätestens seit Cum gravissima bis auf wenige Ausnahmen Bischöfe sind. Die Liste der römischen Titeldiakonien enthält die 73 römischen Kirchen, die zur Titeldiakonie erhoben sind.